# Вот F3U
Војт F3U (енгл. Vought F3U) је двоседи ловачки авион направљен у САД. Авион је први пут полетео 1933. године.

Највећа брзина авиона при хоризонталном лету је износила 334 km/h.
Распон крила авиона је био 10,10 метара, а дужина трупа 8,40 метара. Празан авион је имао масу од 1558 килограма. Нормална полетна маса износила је око 2402 килограма.

## Наоружање
| Наоружање авиона: Војт         |      |
| Ватрено (стрељачко) наоружање  |      |
| Топ                            |      |
| Митраљез                       |      |
| Број и ознака митраљеза        | 3    |
| Калибар                        | 7,62 |
| Бомбардерско наоружање (бомбе) |      |
| Ракетно наоружање (ракете)     |      |